# Charilaidae
Los cariláidos (Charilaidae) son una de familia de ortópteros celíferos. Generalmente mantiene las alas plegadas hacia atrás y la cabeza erguida. Son robustos y posee colores vivos (rojo, verde, azul) tornasolados.

## Géneros
Según Orthoptera Species File (31 mars 2010):
- Charilaus Stål, 1875
- Hemicharilaus Dirsh, 1953
- Pamphagodes Bolívar, 1878
- Paracharilaus Dirsh, 1961